# Ферде (Німеччина)
Ферде (нім. Voerde) — місто в Німеччині, у землі Північний Рейн-Вестфалія. Підпорядковується адміністративному округу Дюссельдорф. Входить до складу району Везель.
Площа — 53,49 км2. Населення становить 36 047 ос. (станом на 31 грудня 2020).